# Scatophila bisignata
Scatophila bisignata är en tvåvingeart som beskrevs av Cresson 1935. Scatophila bisignata ingår i släktet Scatophila och familjen vattenflugor. Inga underarter finns listade i Catalogue of Life.